# Portela Susã
Portela Susã ist ein Ort und eine ehemalige Gemeinde (Freguesia) im nordportugiesischen Kreis Viana do Castelo der Unterregion Minho-Lima. Die Gemeinde hatte 596 Einwohner (Stand 30. Juni 2011).
Am 29. September 2013 wurden die Gemeinden Portela Susã, Subportela und Deocriste zur neuen Gemeinde União das Freguesias de Subportela, Deocriste e Portela Susã zusammengeschlossen.